# Tobrilus longicauda
Tobrilus longicauda är en rundmaskart som först beskrevs av Otto Friedrich Bernhard von Linstow 1978.  Tobrilus longicauda ingår i släktet Tobrilus och familjen Tripylidae. Inga underarter finns listade i Catalogue of Life.